# Xian de Lanling
Pour les articles homonymes, voir Cangshan.
Le xian de Cangshan (苍山县 ; pinyin : Cāngshān Xiàn) est un district administratif de la province du Shandong en Chine. Il est placé sous la juridiction de la ville-préfecture de Linyi.

## Démographie
La population du district était de 1 137 651 habitants en 1999.